# Długa Kościelna
Długa Kościelna is een plaats in het Poolse district  Miński, woiwodschap Mazovië. De plaats maakt deel uit van de gemeente Halinów en telt 723 inwoners.